# Casa Aleix Noguera
La casa Aleix Noguera és un edifici situat al carrer Sant Pere Més Baix, 62 de Barcelona, catalogat com a bé cultural d'interès local. Actualment és ocupat en la totalitat per un hotel.

## Història
Segons la documentació notarial, el 1672, Eulàlia Amargós, vídua del mercader Pere Bonadona, va establir en emfiteusi la finca a Ramon Monnar, protometge de Catalunya. A la seva mort el 1674, la vídua Maria va cedir la propietat al també doctor en medicina Josep Jaumar, de qui va passar en herència a la seva filla Margarida, i després al fill d'aquesta, el notari Aleix Noguera i Jaumar, que la feu reconstruir entre 1790 i 1792.
El 1837, el seu fill Jaume Noguera i de Pons la va vendre a Margarida Manor, vídua de Joan Viura i Crehuet. El seu fill Joan Viura i Manor (†1852) es va casar amb Eulàlia Carreras i Parellada (†1895), amb qui va tenir dos fills: Margarida (†1908), casada amb Baldomer de Caralt i Matheu, i Joan Viura i Carreras (1851-1933), metge, que el 1874 va demanar permís per a fer-hi obres interiors, i el 1889 va traslladar la seva residència al carrer de Bilbao, 213 (actualment Via Laietana, 71), cantonada amb el carrer de Fontanella. També hi vivien els germans d'Eulàlia: Josepa Oriol (†1887), Teresa (†1888) i Josep (†1889), prevere beneficiat de Santa Maria del Mar.
El 1897, Margarida Viura va demanar permís per a construir uns departaments de servei al terrat, segons el projecte del mestre d'obres Jaume Brossa i Mascaró.

## Descripció
Es tracta d'un edifici de planta baixa, entresòl i tres pisos. La planta baixa té tres obertures bessones; la del central és la porta d'accés i les altres dues són grans finestrals. La resta de la façana s'estructura en dos eixos d'obertures a cada banda i una ampli parament cec al centre. L'entresol té finestres, i la resta de pisos, balcons amb baranes de forja, que al principal és una llarga balconada. La cornisa, una mica prominent, es caracteritza per una decoració de sanefes en relleu.
El tret més distintiu d'aquest immoble és la decoració esgrafiada de la façana. Al centre de l'entresol, hi ha representada una noguera (que Comas identifica com una figuera), de la qual un nen golafre (actualment desaparegut) fa caure els fruits per mitjà d'una canya llarga. Als dos extrems del mateix pis hi ha uns llaços, i al principal, hi ha representada una escena del judici de Paris (on es troba l'origen mitològic de la guerra de Troia). La resta presenta decoracions florals, foliàcies i gerros de diversa morfologia i mida.

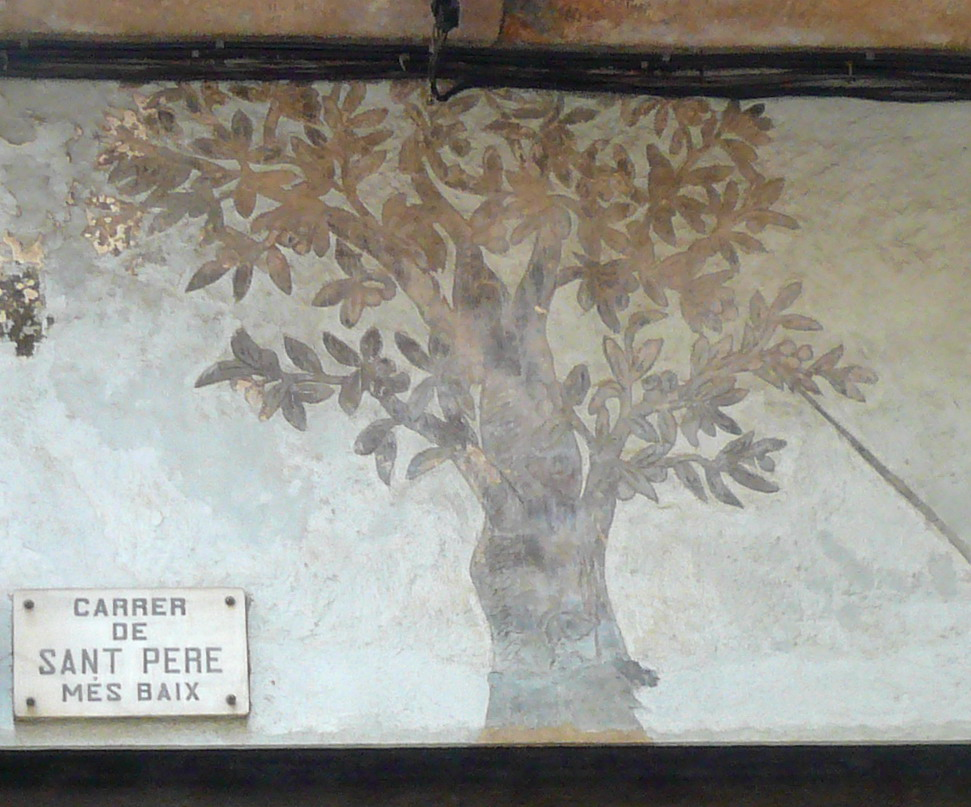
Representació d'una noguera, al·lusiva al cognom del propietari

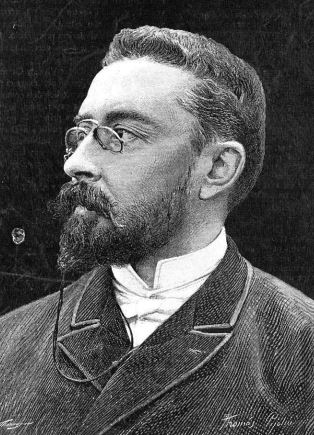
Retrat de Joan Viura i Carreras